# A-138
La A-138 es una carretera aragonesa  que recorre la cabecera del valle del río Cinca. Comunica la localidad oscense de Barbastro mediante el enlace con la carretera N-123 con Francia a través del túnel de Bielsa-Aragnouet en Bielsa.
Es una carretera convencional de una sola calzada con un carril por sentido, uno de los ejes principales de la comarca del Sobrarbe

## Recorrido
Atraviesa las localidades de El Grado, Abizanda, Ligüerre de Cinca, Samitier, Mediano, Camporrotuno, Morillo de Tou, Aínsa (dónde conecta con el Eje Pirenaico N-260), Labuerda, Escalona, Lafortunada y Bielsa.